# Rafael Miguel
Rafael Henrique Miguel (São Paulo, 9 de julio de 1996-Pedreira, 9 de junio de 2019) fue un actor brasileño.

## Carrera
Inició su carrera haciendo publicidad en la infancia, haciéndose conocido por el comercial del suplemento nutricional Sustagen como el niño que escandalizaba en el supermercado para que la madre comprara brócoli.
En 2006 debutó como actor en la miniserie JK como Antenor en la primera fase y, en el mismo año, integró el elenco de la telenovela Cristal como Bentinho. Entre 2006 y 2007 interpretó al hijo de Vanessa (Flávia Alessandra) y Arthur (Murilo Benício) en Pé na Jaca.
En 2009 interpretó a Juca en Cuna de gato, hijo de Taís (Heloísa Périssé) y Bené (Marcello Novaes), siendo más maduro que los padres al intervenir en sus peleas. Entre 2013 y 2015 interpretó al villano Paçoca en la telenovela Chiquititas.

## Vida personal
Rafael Miguel, su padre João Alcisio y su madre Miriam Selma eran de religión católica. Miguel tenía dos hermanas, una mayor y otra menor.

## Muerte
El 9 de junio de 2019, Miguel y sus padres conocieron al padre de su novia, de nombre Paulo Curpertino, en una discusión que cuestionaba la relación entre ellos, Miguel y sus padres fueron asesinados por el padre de su novia, Isabela Tibcherani. De acuerdo al sitio de noticias G1, citando la información proporcionada por las autoridades locales del barrio de Pedreira, al sur de Sao Paulo. El padre disparó y los mató en la casa de la novia del actor, todo ello originado en una discusión acerca de la relación de noviazgo. Su novia sufría de un estado de depresión, por lo cual su padre culpaba a Rafael. Tibcherani jamás imaginó que aquella conversación terminaría con tres fallecidos. El homicidio de Miguel y de sus padres causó horror en Brasil, especialmente entre los fanáticos de las series y en telenovelas en donde el actor era protagonista. El asesino se dio a fuga y fue buscado por la policía y por el público a través de redes sociales.
El hombre fue capturado el 16 de mayo del 2022 en Paraguay.

## Filmografía

### Televisión
| Año       | Título       | Papel                       | Notas                     |
| --------- | ------------ | --------------------------- | ------------------------- |
| 2006      | JK           | Antenor                     | Episódios: "3-4 de enero" |
| 2006      | Cristal      | Bentinho                    |                           |
| 2007      | Pé na Jaca   | Percival Fortuna            |                           |
| 2009      | Cuna de gato | João Carlos Tibiriçá (Juca) |                           |
| 2013-2015 | Chiquititas  | Paçoca                      |                           |